# Mittelwelle

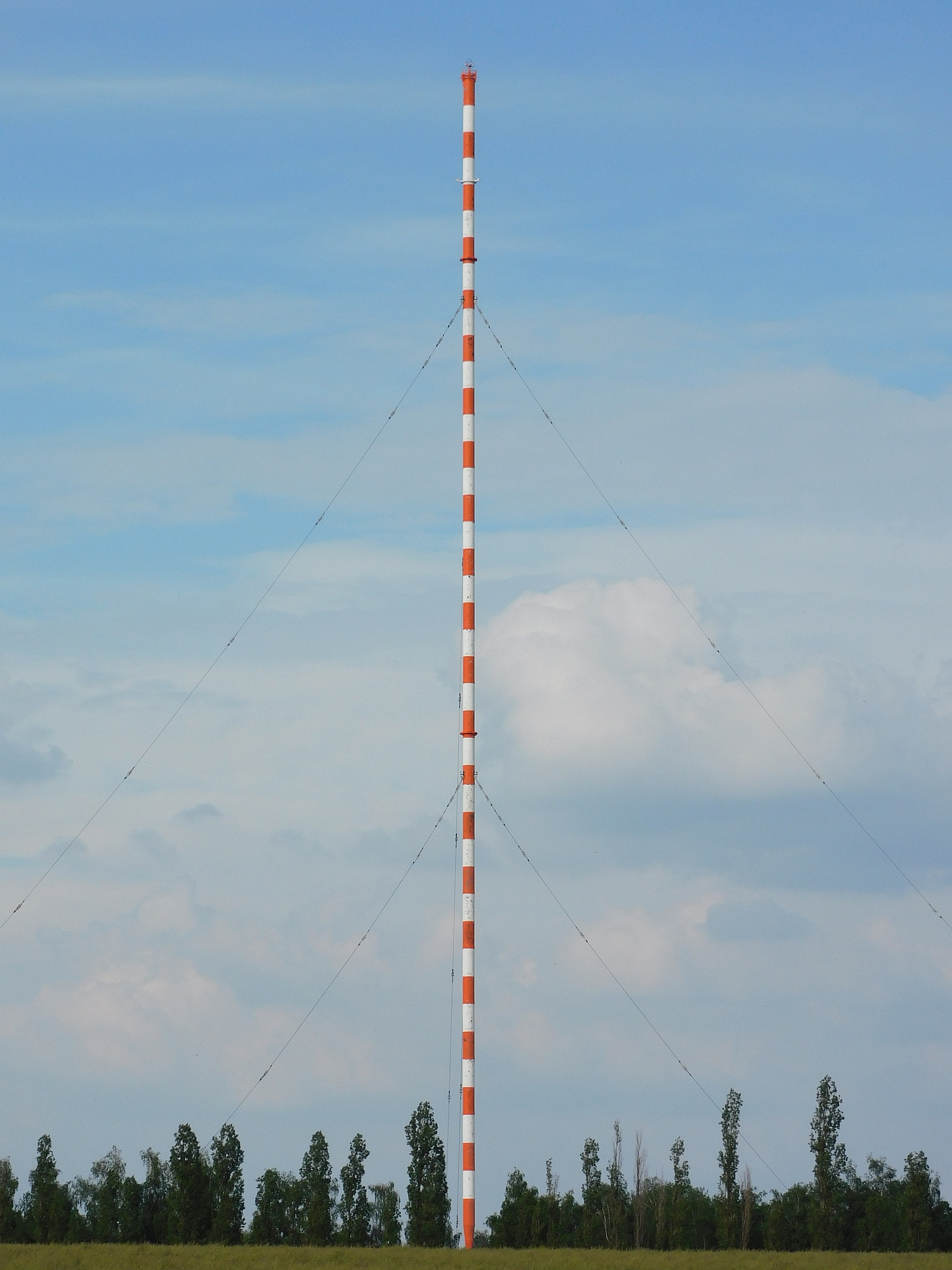
Funkmast des ehemaligen MW-Sender Wilsdruff

Als Mittelwellen (MW oder MF für engl. Medium Frequency bzw. auf Empfangsgeräten oft mit AM für „Amplitudenmodulation“ bezeichnet) bezeichnet man elektromagnetische Wellen im Bereich von 300 kHz bis 3000 kHz, entsprechend einer Wellenlänge zwischen 1000 m und 100 m.

## Technische Informationen

Abstrahlung einer oberflächennahen Bodenwelle und einer an der Ionosphäre reflektierten Raumwelle (mit Multi-Hop)

Aufgrund ihrer guten Reflexionseigenschaften an der Ionosphäre eignet sich die Mittelwelle besonders zur Fernübertragung und wird vom Rundfunk, von Funkamateuren (160-Meter- und 630-Meter-Band) und im Seefunk benutzt. Der Mittelwellenrundfunk verwendet aus historischen Gründen in der Regel die Amplitudenmodulation, weil sich AM mit einfachsten Mitteln (Kristallempfänger) demodulieren lässt, was in den Anfangsjahren des Rundfunks entscheidend war.
Von einem Mittelwellensender kann sowohl eine Bodenwelle als auch eine Raumwelle (je nach Antennenform) abgestrahlt werden. Die Bodenwelle breitet sich entlang der Erdoberfläche aus und hat, je nach benutzter Frequenz, eine Reichweite von bis zu 300 km um den Sendemast. Als Sendeantennen kommen heute meist selbststrahlende Sendemasten und T-Antennen zum Einsatz, aber auch Kreuzdipole mit vertikaler Abstrahlung. Seltener werden geerdete Türme, an Masten aufgehängte Vertikalreusen oder Langdrahtantennen verwendet.
Die Raumwelle spielt beim Fernempfang eine besondere Rolle. Diese wird in die Erdatmosphäre ausgestrahlt und wird an der Ionosphäre zurück zur Erdoberfläche reflektiert. In den Tagesstunden dämpft die Ionosphäre die Mittelwellensignale, weil sie sehr viele ungebundene Elektronen enthält. In den Nachtstunden, wenn die Dämpfung durch die D-Region schwächer wird, steigt die Reichweite bis über tausend Kilometer. Daher kann nachts eine größere Anzahl an Mittelwellensendern empfangen werden als tagsüber. So können in Europa während der Nachtstunden sogar Mittelwellensender vom amerikanischen Kontinent und aus Fernost empfangen werden.
Werden Raum- und Bodenwelle gemeinsam empfangen, dann kommt es zu Störungen durch Interferenzen, dem Nahschwund.
Der üblicherweise für Rundfunkübertragungen genutzte Bereich der Mittelwelle liegt zwischen 525 kHz und 1705 kHz (entspr. ca. 570 … 175 m Wellenlänge), das ist deren Gesamtausdehnung über alle weltweit zugeteilten Bänder nach dem Genfer Wellenplan (1975), RJ81 und RJ88 (ITU-Vereinbarungen), die sich leicht voneinander unterscheiden. Niedrigste jemals in Europa verwendete Frequenz war die des BR auf 520 kHz (ca. 576,5 m) (hier aufgrund einer von vielen Sonderzuweisungen, die nur für Sender sehr kleiner Leistung erteilt wurden). Die höchste Frequenz in Europa wurde verwendet bis zum 1. Juli 2012 von Radio Vatikan auf 1611 kHz (186 m).

## Nutzung der Mittelwelle in Europa
Am 1. April 1923 begann die Telefonfabrik Czeija & Nissl mit einem Versuchssendeprogramm in Wien 20, mit einem 100-W-Sender von Oskar Koton; ab 1. Juli in Wien 9 unter der Marke Radio Hekaphon – Welle 600 (Meter Wellenlänge; 500 kHz) von einem für drahtlose Telegraphie konzessionierten Sender aus dem Jahr 1914 am Technologischen Gewerbemuseum.
Am 19. Februar 1924 erhielt eine Gruppe um Oskar Czeija die staatliche Konzession, daraus entstand die RAVAG; die ersten Sendungen von Radio Wien erfolgten im 2. Halbjahr von einem von Koton übernommenen Sender. Eine Kontinuität gab es auch unter den Darbietern. 1938 verlor die RAVAG die Eigenständigkeit, in den letzten Kriegstagen nahm ein Widerstandssender den Betrieb auf, die vier Besatzer machten jeweils eigene Programme, die Amerikaner bauten mit dem Sendemast Kronstorf (2010 demontiert) das höchste jemals in Österreich errichtete Bauwerk, um möglichst weit auch in der sowjetischen Zone empfangen werden zu können. 1958 wurde der ORF gegründet.
Nach dem Zweiten Weltkrieg erhielten die Verlierer-Staaten nach dem Kopenhagener Wellenplan nur sehr wenige, ungünstige Frequenzen im Mittelwellenbereich zugeteilt.
Später waren Piratensender auf der Mittelwelle auch im deutschsprachigen Raum zu hören. In den 1980er Jahren nahmen Piraten- und Privatsender den Betrieb jedoch auf UKW auf.
Der Rundfunk in Deutschland begann am 29. Oktober 1923 durch einen Mittelwellen-Sender auf dem Vox-Haus (750 kHz) in Berlin.
Durch die Abschaltung vieler leistungsstarker Rundfunksender im Mittelwellenbereich konnten 2010 weniger Radiosender aus Europa als noch Mitte der 1980er Jahre empfangen werden. In Deutschland wurden zwischen 2012 und Anfang 2015 fast alle öffentlich-rechtlichen Mittelwellensender abgeschaltet. Das dadurch eingesparte Geld muss für den Ausbau von DAB+ genutzt werden.
Am 31. Dezember 2015 wurden mit der Abschaltung der Mittelwellensender von Deutschlandradio die letzten deutschen Hörfunksender aus diesem Frequenzbereich stillgelegt, abgesehen von Kleinprojekten wie etwa Veranstaltungsrundfunk. Ebenfalls am 31. Dezember 2015 wurden in Frankreich die Mittelwellensender von France Info und France Bleu und in Luxemburg der Mittelwellensender Radio Luxemburg abgeschaltet. Ende 2021 wurden auch in Tschechien die öffentlich-rechtlichen Mittelwellensender abgeschaltet.
Seit Oktober 2017 läuft das EU-Projekt „R-Mode Baltic“. Sein Ziel ist die Entwicklung eines „Ranging-Mode Systems“ bodengebundener, maritimer Navigation als Ausfalloption. Sie soll zur Verfügung stehen, falls einzelne oder alle globalen Satellitennavigationssysteme unscharf gestellt, gestört oder unverfügbar sein sollten. „R-Mode Baltic“ soll für die Ostsee auf dem Frequenzband der Mittelwelle erprobt werden.

## Sonstiges
Analoge Videorekorder, die nach dem Color-Under-Verfahren arbeiten, speichern das Farbsignal des Videobildes im Frequenzbereich der Mittelwelle bei 600–1000 kHz. Nach diesem Verfahren arbeiten nahezu alle analogen Heimvideorekorder wie z. B. VHS und Video8.